# Gaia Realini
Gaia Realini (Pescara, 19 de junio de 2001) es una deportista italiana que compite en ciclismo en la modalidad de ruta. Ganó una medalla de bronce en el Campeonato Mundial de Ciclismo en Ruta de 2024, en la prueba de contrarreloj por relevos mixtos.

## Medallero internacional
| Campeonato Mundial | Campeonato Mundial | Campeonato Mundial | Campeonato Mundial              |
| Año                | Lugar              | Medalla            | Competición                     |
| ------------------ | ------------------ | ------------------ | ------------------------------- |
| 2024               | Zúrich (Suiza)     | Medalla de bronce  | Contrarreloj por relevos mixtos |